# As I Lay Dying
„As I Lay Dying“ (AILD) е американска метълкор група, създадена през 2001 година в Сан Диего, Калифорния.
Членове на групата са Тим Ламбезис (вокали), Джордан Мансино (барабани), Ник Хайпа (китара), Фил Сгросо (китара) и Джош Гилбърт (басист). Първият им албум „Beneath the Encasing of Ashes“ излиза през юни 2001. Следват албумите „Frail Words Collapse“ (2003), „Shadows Are Security“ (2005), „An Ocean Between Us“ (2007), „The Powerless Rise“ (2010) и „Awakened“ (2012)

## Членове на групата

### Настоящи членове
- Тим Ламбезис − вокали
- Джордан Мансино − барабани
- Фил Сгросо − китара, пиано
- Ник Хайпа − китара
- Джош Гилбърт − басист, вокали

### Бивши членове
- Ерийз Круз − китара (2000)
- Ноа Чейс − басист (2001)
- Аарон Кенеди − басист (2003)
- Еван Уайт − китара (2001−2003)
- Джейсън Кребс − китара (2003)
- Клинт Норис − вокали, басист (2003−2006)

## Създаване и история
След като напуска групата „Society's Finest“, в която свири на китара, вокалистът Тим Ламбезис сформира „As I Lay Dying“ през 2001 година. Започвайки като трио с китариста Еван Уайт и барабаниста Джордан Мансино, Ламбезис оповестява, че името на бандата идва от романа „As I Lay Dying“ на Уилям Фокнър. В интервю с Ник Хайпа, който се присъединява към групата през 2004, той отрича името да има връзка с новелата, тъй като то е избрано, защото звучи „брутално“.
Повлияни от „In Flames“, „Soilwork“, и „At the Gates“, Pluto Records проявяват интерес към групата. Така се появява първият албум на As I Lay Dying „Beneath the Encasing of Ashes“ (2001−2003), както и съвместния им проект с участието на American Tragedy. Впоследствие, „As I Lay Dying“ се разделят с Ноа Чейс, който напуска през 2001, с Аарон Кенеди, напуснал групата през 2003, както и с китаристите Уайт и Джейсън Кребс, които биват заместени от Фил Сгросо, Ник Хайпа и басиста Клинт Норис. Именно с тяхно участие са създадени албумите „Frail Words Collapse“ (2003−2004) и „Shadows Are Security“ (2005−2006).
През 2006 Клинт Норис напуска състава на „As I Lay Dying“, заради брака си, като посочва, че продължава да поддържа контакти с групата. Албумът „An Ocean Between Us“, който излиза през 2007 година, съдържа песни, записани с неговото участие. Норис е заместен в групата от Джош Гилбърт.

## Дискография

### Албуми
| Дата на издаване  | Заглавие                      | Музикален издател | Класиране в Billboard 200 |
| 12 юни 2001       | Beneath the Encasing of Ashes | Pluto             | —                         |
| 1 юли 2003        | Frail Words Collapse          | Metal Blade       | —                         |
| 14 юни 2005       | Shadows Are Security          | Metal Blade       | #35                       |
| 21 август 2007    | An Ocean Between Us           | Metal Blade       | #8                        |
| 11 май 2010       | The Powerless Rise            | Metal Blade       | #10                       |
| 25 септември 2012 | Awakened                      | Metal Blade       | #11                       |

### Компилации
| Дата на издаване | Заглавие                           | Издател     | Класиране в Billboard 200 |
| ---------------- | ---------------------------------- | ----------- | ------------------------- |
| 16 май 2006      | A Long March: The First Recordings | Metal Blade | #129                      |
| 8 ноември 2011   | Decas                              | Metal Blade | #61                       |

## Видеография
- „94 Hours“ (Frail Words Collapse) − 2003
- „Forever“ (Frail Words Collapse) − 2004
- „Confined“ (Shadows Are Security) − 2005
- „Through Struggle“ (Shadows Are Security) − 2005
- „The Darkest Nights“ (Shadows Are Security) − 2006
- „Nothing Left“ (An Ocean Between Us) − 2007
- „The Sound of Truth“ (An Ocean Between Us) − 2008
- „Within Destruction“ (An Ocean Between Us) − 2008
- „I Never Wanted“ (An Ocean Between Us) – 2009
- „Parallels“ (The Powerless Rise) – 2010
- „Anodyne Sea“ (The Powerless Rise) – 2011
- „Beyond Our Suffering“ (The Powerless Rise) – 2011
- „Electric Eye“ (Decas) – 2011
- „Paralyzed“ (Decas) – 2012
- „A Greater Foundation“ (Awakened) – 2012